# 科爾文湖
科爾文湖（Colbún Lake）是智利的人工水庫，位於該國中部馬烏萊河上，由馬烏萊大區的塔爾卡省負責管轄，距離塔爾卡48公里，面積57平方公里，海拔高度440米。

## 外部連結
- 官方网站